# Walter de Milemete

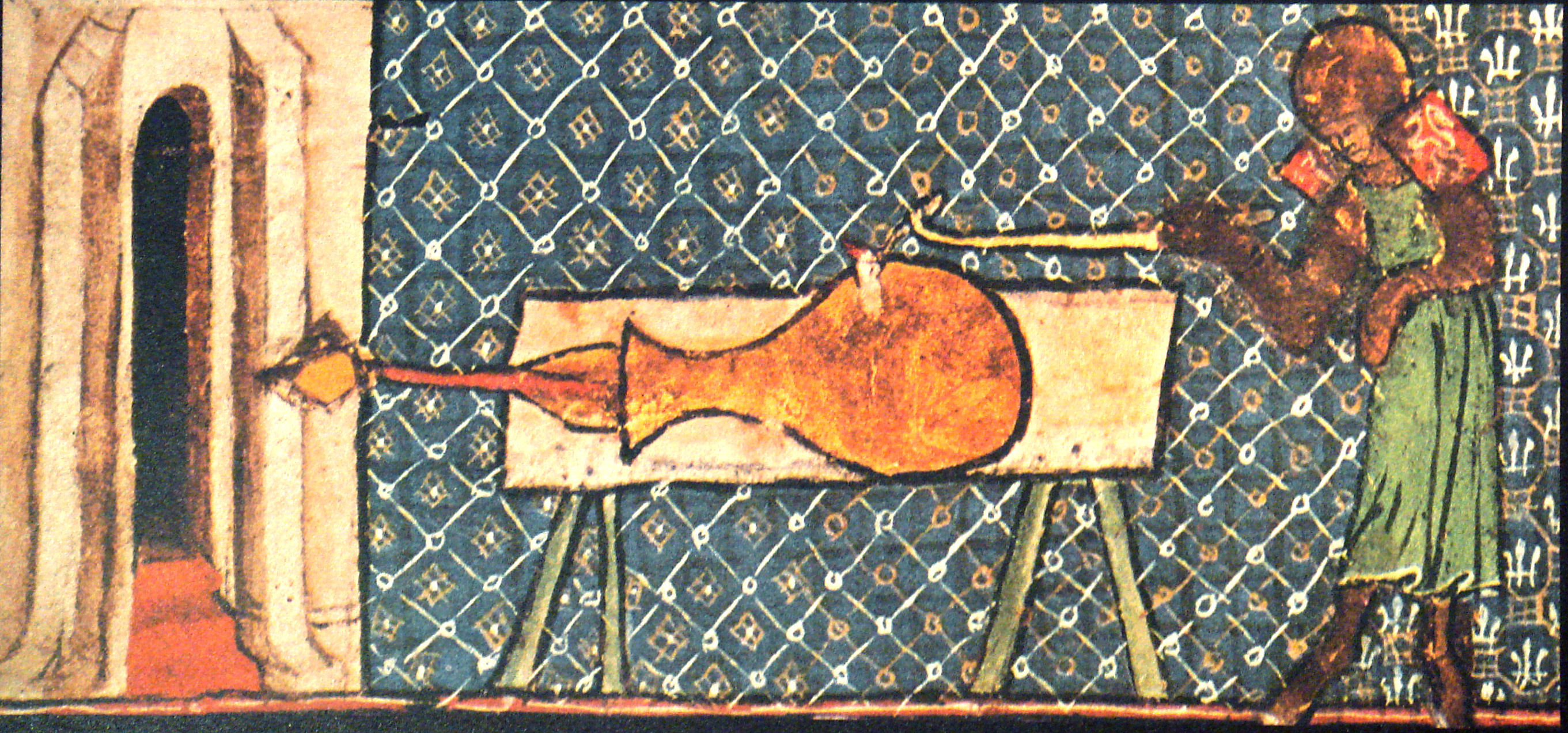
Première représentation d'un canon européen dans le De nobilitatibus sapientii et prudentiis regum de Walter de Milemete, 1326.

Walter de Milemete est un intellectuel anglais. 

## Biographie
Alors qu'il est âgé d'à peu près 20 ans, Walter de Milemete est chargé en 1326 par la reine Isabelle de France de rédiger un traité sur la royauté intitulé De nobilitatibus, sapientiis, et prudentiis regum pour son fils, le futur Édouard III. Ce traité inclut des images d'armes de siège  et de ce qui est probablement l'un des premiers canons : le pot-de-fer. L'une des illustrations marginales de la bordure du traité de Milemete montre un soldat tirant un gros canon en forme de vase, le projectile en forme de flèche se projetant du canon pointé vers une fortification. En 1331, lors du siège de Cividale, des chevaliers allemands utilisent des canons très similaires à ceux décrits par Milemete.
Le traité inclut par ailleurs une illustration de Saint Georges donnant au futur Édouard III un écu décoré d'une côte d'armes. Le manuscrit, dans une reliure de velours rouge, est maintenant conservé par la bibliothèque de Christ Church à Oxford. Le traité représente également un groupe de chevaliers conduisant un cerf-volant incendiaire chargé de poudre noire sur les murailles de la ville.